# Ukrasna cinija
Ukrasna cinija (ljupki napramak; lat. Zinnia elegans), vrsta cinije ili napramka, jednogodišnje biljke iz tropskog bioma Meksika, Srednje Amerike i Perua, odakle se kao ukrasna vrsta uvezena po mnogim državama na svim kontinentima

## Sinonimi
- Crassina elegans (Jacq.) Kuntze; Revis. Gen. Pl. 1: 331 (1891)
- Crassina linearis (Benth.) Kuntze; Revis. Gen. Pl. 1: 331 (1891)
- Zinnia australis F.M.Bailey; Queensland Depart. Agri. & Stock Bull. 9. Bot. Bull. 3 (1891)
- Zinnia elegans var. alba DC.; Prodr. [A. DC.] 5: 536 (1836)
- Zinnia elegans var. coccinea (Lindl.) DC.; Prodr. [A. DC.] 5: 536 (1836)
- Zinnia elegans var. purpurascens DC.; Prodr. [A. DC.] 5: 536 (1836)
- Zinnia elegans var. violacea (Cav.) DC.; Prodr. [A. DC.] 5: 536 (1836)
- Zinnia linearis Benth.; Pl. Hartw. 17 (1839)
- Zinnia linearis var. latifolia Rose; Contr. U.S. Natl. Herb. 1: 102 (1891)
- Zinnia violacea Cav.; Ic. 1: 57 (1791)
- Zinnia violacea var. coccinea Lindl.; Edwards´s Bot. Reg. 15: t. 1294 (1830)